# Nipani
Nipani é uma cidade e uma city municipal council no distrito de Belgaum, no estado indiano de Karnataka.

## Demografia
Segundo o censo de 2001, Nipani tinha uma população de 58 061 habitantes. Os indivíduos do sexo masculino constituem 50% da população e os do sexo feminino 50%. Nipani tem uma taxa de literacia de 71%, superior à média nacional de 59,5%: a literacia no sexo masculino é de 79% e no sexo feminino é de 64%. Em Nipani, 12% da população está abaixo dos 6 anos de idade.